# Paducah (Kentucky)
Pour les articles homonymes, voir Paducah.
La ville de Paducah (en anglais [pəˈduːkə]) est le siège du comté de McCracken, dans l'État du Kentucky, aux États-Unis. Lors du recensement de 2010, elle comptait 25 024 habitants.
Paducah est située au confluent du Tennessee et de l'Ohio, à mi-chemin entre Saint-Louis, dans le Missouri, au nord-ouest, et Nashville, dans le Tennessee, au sud-est. Vingt pâtés de maisons du centre-ville ont été désignés comme quartier historique et inscrits sur le registre national des lieux historiques. 

## Personnalités liées à la ville
- Phil Maton
- Keith Lee (catch)